# Il tempo invecchia in fretta
Il tempo invecchia in fretta è una raccolta di nove racconti di Antonio Tabucchi pubblicata  nel 2009 presso Feltrinelli.

## Descrizione
Il filo conduttore della raccolta sono la memoria e lo scorrere inesorabile del tempo. La misura del passare del tempo viene suggerita come confronto tra presente e passato, o anche col futuro desiderato o temuto. Le generazioni diventano persone e i vecchi si confrontano coi giovani. Ogni vicenda raccontata è a suo modo piccola ma riguarda la grande storia nella quale siamo immersi.

## Racconti
- Il cerchio. Una donna ricorda in famiglia le generazioni che si sono avvicendate, ma si sente sempre più estranea mentre le riaffiorano nella mente i suoi ricordi, i suoi nomi.[5]
- Clof, clop, cloffete, cloppete. La zia sta per morire e lui, che è andato a trovarla in ospedale, ritorna ai tempi della sua infanzia.[4]
- Nuvole. Un uomo parla in spiaggia con una bambina. Lui era un ufficiale italiano in Kosovo e insegna a una ragazzina a leggere il futuro nelle nuvole.[4]
- I morti a tavola.
- Fra generali.
- Yo me enamorè del aire.
- Festival.
- Bucarest non è cambiata per niente.
- Contrattempo.

## Edizione italiana
- Antonio Tabucchi, Il tempo invecchia in fretta: nove storie, Milano, Feltrinelli, 2009, ISBN 9788807017841, OCLC 800459795.

## Edizioni in altre lingue
- (ZH) Antonio Tabucchi, 时光匆匆老去, traduzione di Tabuqi; Emei Shen, Beijing, Ren min wen xue chu ban she, 2018, ISBN 9787020136162, OCLC 1129655297.
- (TR) Antonio Tabucchi, Zaman hızla yaşlanıyor: öykü, traduzione di Nihal Önol, İstanbul, Can Yayınları, 2011, ISBN 9750713648, OCLC 850750113.
- (EN) Antonio Tabucchi, Time ages in a hurry, traduzione di Martha Cooley; Antonio Romani, Brooklyn, NY, Archipelago Books, 2015, ISBN 9780914671053, OCLC 921816727.